# Xã Franklin, Quận Fulton, Ohio
Xã Franklin (tiếng Anh: Franklin Township) là một xã thuộc quận Fulton, tiểu bang Ohio, Hoa Kỳ. Năm 2010, dân số của xã này là 743 người.